# Грязенять
Грязенять — деревня в Смоленской области России, в Рославльском районе. Расположена в южной части области в 14 к югу от Рославля, в 9 км к юго-востоку от станции Самолюбовка на железнодорожной ветке Рославль — Кричев, у автодороги Рославль — Ершичи. Население — 114 жителей (2007 год). Административный центр Грязенятского сельского поселения.

## Экономика
Сельскохозяйственный кооператив «Грязенять», колхоз «Грязенять», средняя школа, медпункт, дом культуры.